# Oxytropis pauciflora
Oxytropis pauciflora är en ärtväxtart som beskrevs av Aleksandr Andrejevitj Bunge. Oxytropis pauciflora ingår i släktet klovedlar, och familjen ärtväxter. Inga underarter finns listade i Catalogue of Life.